# Comfort and Joy (album)
Comfort and Joy je glazba iz istoimenog filma Comfort and Joy.

## Popis pjesama
A strana
"Comfort" (Theme from Comfort and Joy)
"Joy"
B strana
"A Fistful of Ice-Cream"

## Izvođači
- Mark Knopfler - gitara i mandolina
- Chris White - saksofon
- Guy Fletcher - klavijature
- Mickey Feat - bas
- Terry Williams - bubnjevi